# Дереза обыкновенная
Дереза́ обыкнове́нная, или Дереза бербе́ров (лат. Lýcium bárbarum) — вид деревянистых растений рода Дереза (Lycium) семейства Паслёновые (Solanaceae).

## Название
Народное название Волчья ягода распространено и нередко относится к разным видам растений.
Вопреки распространённому мнению, волчьи ягоды — собирательное название ряда растений, не все из которых имеют токсические свойства.
Дереза обыкновенная (Lycium barbarum) не ядовита, её плоды часто сушат.
В китайском растение известно под названием Нинся гоуци (кит. трад. 寧夏枸杞, пиньинь Níngxià gǒuqǐ, буквально: «Нинсянская дереза»). Иногда встречается название годжи, русская транслитерация английского goji, которое, в свою очередь, является приближённой транскрипцией произношения названия растения на некоторых китайских диалектах и обозначает ягоды дерезы обыкновенной и дерезы китайской.
Другие названия на иностранных языках: англ. Wolfberry, Barbary matrimony vine, Duke of Argyll’s tea tree, нем. Bocksdorn.

## Распространение
Китай: Ганьсу, Хэбэй, Внутренняя Монголия, Шаньси, Сычуань, Синьцзян. Культивируется повсеместно, в том числе в России. Часто дичает.
Культурно произрастает на севере центральной части Китая в районе Нинся, в Тибете и Гималаях.

## Ботаническое описание
Кустарник до 3,5 м высотой.

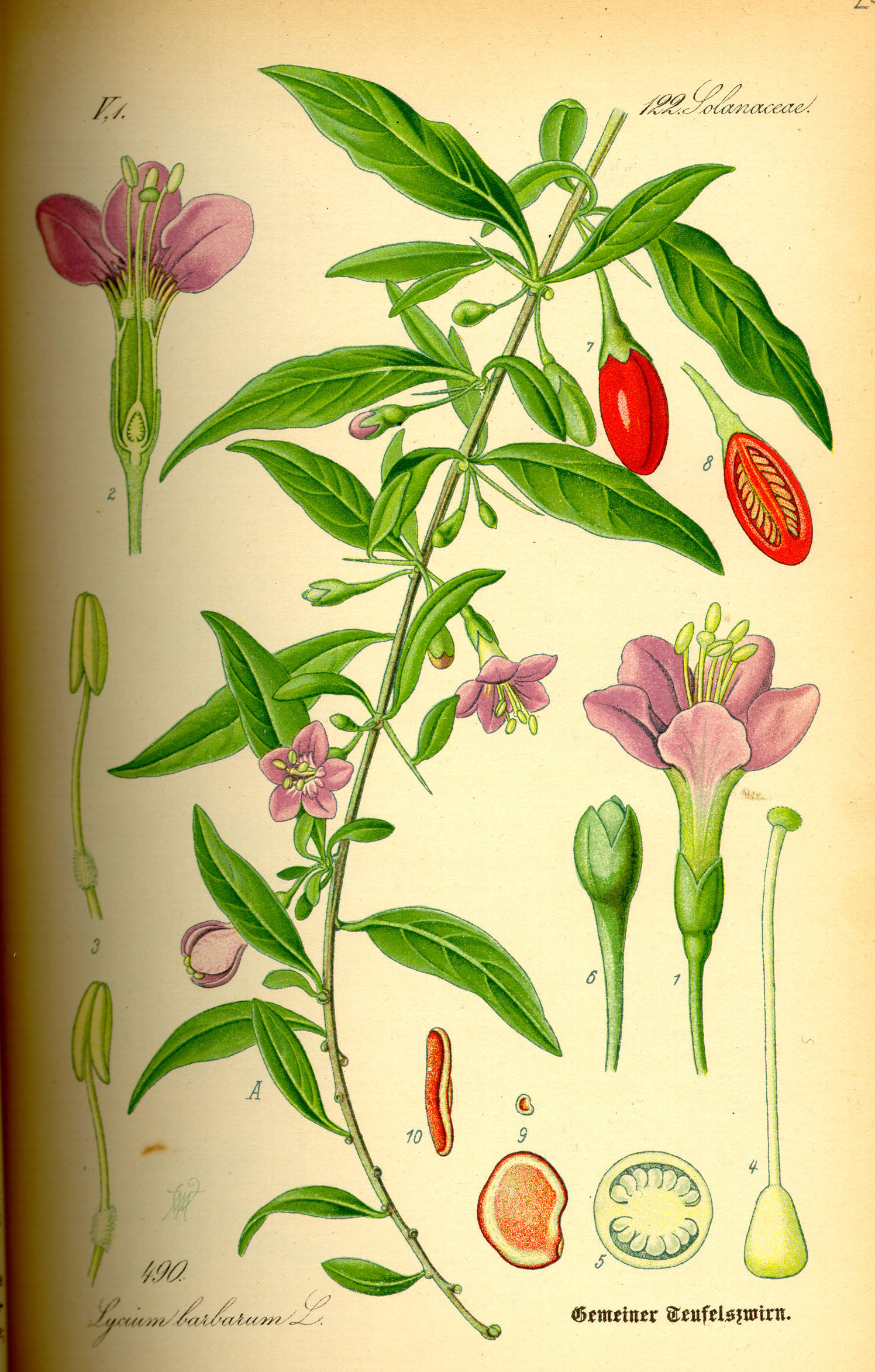
Дереза обыкновенная.

Ветви покрыты тонкими колючками, листья простые, цельнокрайные, эллиптические. Цветки лилового (фиолетово-розового) цвета, колокольчатые. Растение плодоносит, в разных регионах, с мая по сентябрь или с июля по октябрь. За это время собирается 13 урожаев, из которых самые ценные в августе.
Плод — маленькая кораллово-красная ягода.

## Хозяйственное значение и применение
Цветки дерезы обыкновенной охотно, особенно утром и под вечер, посещают пчёлы, собирая нектар и пыльцу.
В традиционной китайской медицине сухие плоды (лат. Fructus Lycii) используются для лечения поллюций, болей в нижней части тела, головокружения и амблиопии.
На протяжении многих веков ягоды дерезы используются в традиционной азиатской медицине как общеукрепляющее средство. В Японии и Китае из них готовят алкогольный напиток.

### Маркетинг в Канаде и США
В начале XXI века продукты из дерезы (подобно продуктам из ягоды асаи) стали агрессивно рекламироваться на рынке Северной Америки как «лекарство от всех болезней», обладающее якобы уникальной концентрацией микроэлементов и антиоксидантов. Продавцы продвигают дерезу под претенциозными названиями «Райская ягода», «Ягода долголетия», «Красный алмаз».

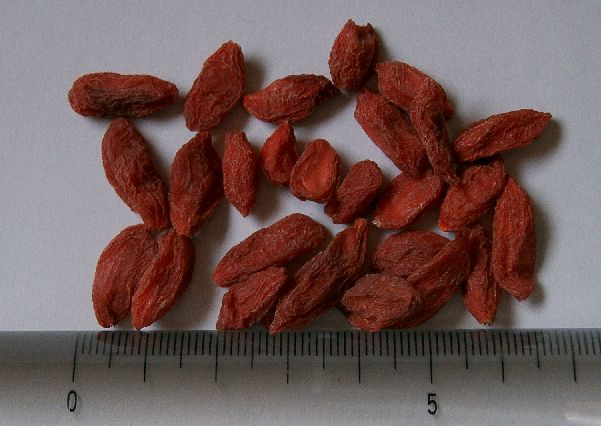
Сушёные плоды дерезы обыкновенной

Как и в случае с асаи, маркетинговые заявления попали под пристальное внимание медиков США и Канады. В январе 2007 года телеканал CBC в рамках защиты прав потребителей провёл собственное расследование маркетинговых заявлений о «соке годжи». При этом было установлено, что заявление Эрла Минделла (в то время он работал директором по маркетингу в компании FreeLife International, Inc) о результатах клинических исследований в Мемориальном раковом центре Слоун-Кеттеринг в Нью-Йорке, которые показали, будто употребление сока годжи в 75 % случаев предотвращает заболевания человека раком молочной железы, не соответствовало действительности. Были проведены только предварительные лабораторные исследования и одно китайское клиническое испытание.
Вопреки утверждениям маркетологов, сушёные ягоды практически не содержат витамина C. Чтобы организм получил такое количество антиоксидантов, которое содержится в обычном красном яблоке, требуется выпить 13 порций сока «годжи».